# Shūsaku Nishikawa
Shūsaku Nishikawa (jap. 西川 周作, Nishikawa Shūsaku; * 18. Juni 1986 in Usa) ist ein japanischer Fußballspieler.

## Karriere

### Vereine
Nishikawa spielte in der Jugend für den japanischen Club Ōita Trinita und begann auch seine Profi-Karriere im Jahr 2005 beim damaligen Erstligisten. Nach dem Abstieg von Ōita Trinita in die zweite Liga wechselte der Torwart zu Sanfrecce Hiroshima. Nishikawa spielte bis Januar 2014 für den Erstligisten und wurde in den Jahren 2012 und 2013 mit seinem Verein Meister der J. League Division 1. Zudem wurde er zweimal in die Elf der Saison gewählt. Im Januar 2014 wechselte Nishikawa zu Urawa Red Diamonds.

### Nationalmannschaft
Seit 2009 gehört Nishikawa zum Team der japanischen Nationalmannschaft und wurde 2014 in den japanischen Kader für die Fußball-Weltmeisterschaft 2014 in Brasilien berufen.

## Erfolge

### Verein
Urawa Red Diamonds
- AFC-Champions-League-Sieger: 2017
- Japanischer Ligapokalsieger: 2016
- Japanischer Ligapokalfinalist: 2023
- Japanischer Pokalsieger: 2018, 2021
- Japanischer Pokalfinalist: 2015
- Japanischer Supercup-Sieger: 2022

Sanfrecce Hiroshima
- Japanischer Meister: 2012
- Japanischer Supercup-Sieger: 2013

### Nationalmannschaft
- Fußball-Asienmeister: 2011
- Ostasienmeister: 2013